# أليكس دانسون
أليكس دانسون (بالإنجليزية: Alexandra Mary L. Danson) (و. 1985  م) هي لاعبة هوكي الحقل بريطانية، ولدت في ساوثهامبتون، شاركت في الألعاب الأولمبية الصيفية 2012، ودورة ألعاب الكومنولث 2010، ودورة ألعاب الكومنولث 2006، وهوكي الحقل في الألعاب الأولمبية الصيفية 2016، والألعاب الأولمبية الصيفية 2008، ودورة ألعاب الكومنولث 2014.

## التعليم
تعلمت في Farnborough Hill ‏.

## روابط خارجية
- أليكس دانسون على موقع الاتحاد الدولي للهوكي (الإنجليزية)
- أليكس دانسون على موقع اللجنة الأولمبية الدولية (الإنجليزية)
- أليكس دانسون على موقع أوليمبيديا (الإنجليزية)
- أليكس دانسون على موقع اللجنة الأولمبية البريطانية (الإنجليزية)
- أليكس دانسون على موقع اتحاد ألعاب الكومنولث (مؤرشف) (الإنجليزية)
- أليكس دانسون على موقع دورة ألعاب الكومنولث 2006 (مؤرشف) (الإنجليزية)